# Endopsylla endogena
Endopsylla endogena är en tvåvingeart som först beskrevs av Jean-Jacques Kieffer 1907.  Endopsylla endogena ingår i släktet Endopsylla och familjen gallmyggor.
Artens utbredningsområde är Portugal. Inga underarter finns listade i Catalogue of Life.